# Timothy Oke
Timothy R. Oke (ur. 22 listopada 1941 w Kingsbridge) – popularny na światową skalę klimatolog, od 1978 profesor w katedrze geografii na Uniwersytecie Kolumbii Brytyjskiej w Vancouver, w latach 1991-1996 Kierownik powyższej katedry, autor 6 monografii, współautor 4 książek oraz autor i współautor 86 dzieł będących w ciągu ostatnich 30 lat wskazówkami badań dotyczących klimatologii. W 2005 otrzymał tytuł doktora honoris causa Uniwersytetu Łódzkiego. Odznaczony Orderem Kanady